# Mittelallee

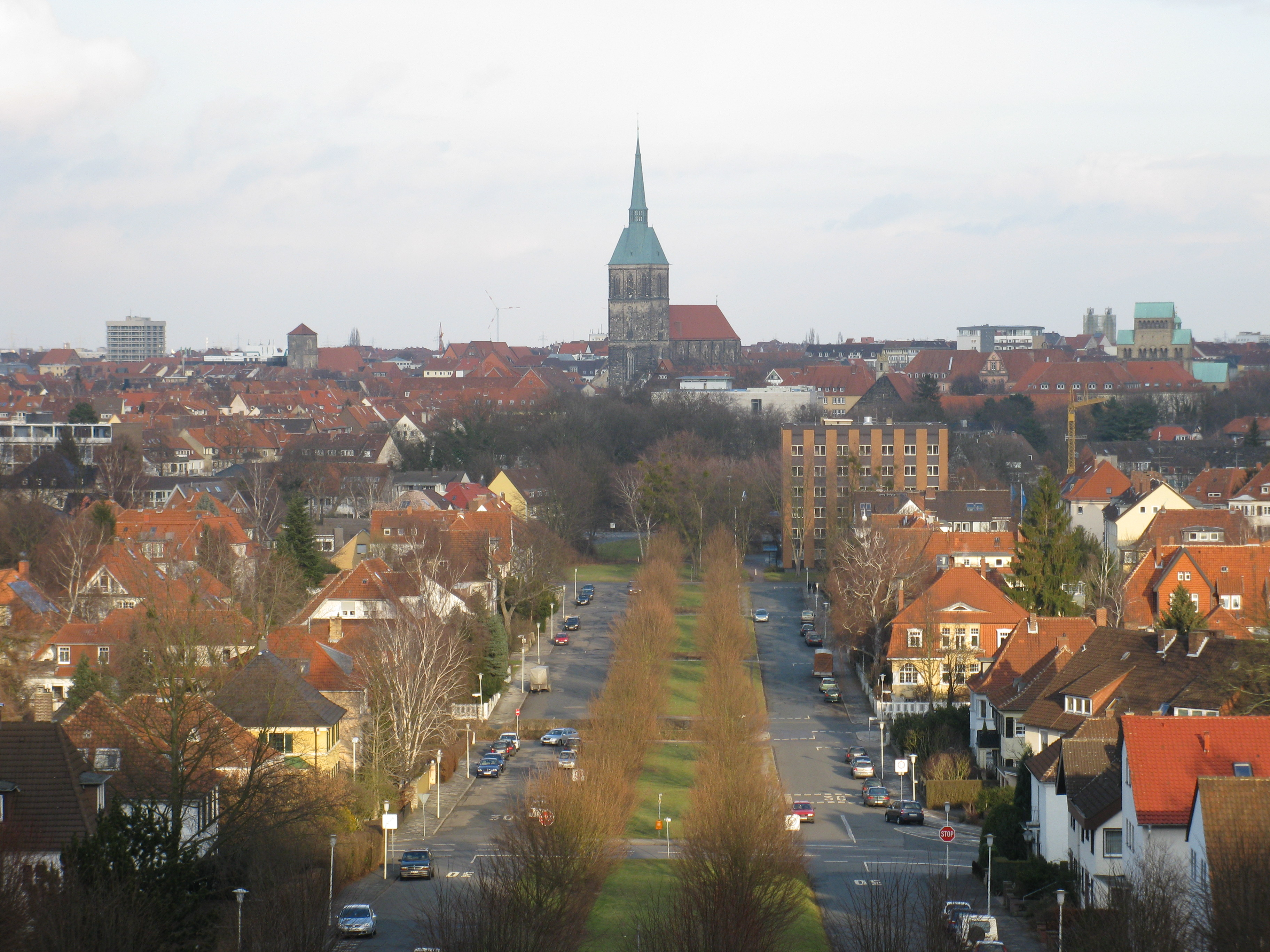
Mittelallee: Blick vom Berghölzchen nach Osten

Die Mittelallee ist eine der breitesten und repräsentativsten Straßen in Hildesheim. Sie erstreckt sich über eine Länge von 493 m im Stadtteil Weststadt und verläuft von Nordosten nach Südwesten.
In ihrem südwestlichen Teil steigt sie bergan und endet am Berghölzchen, einem bewaldeten Hügel, von dem man eine schöne Aussicht auf Hildesheim hat. Charakteristisch für die Mittelallee ist ein breiter Grünstreifen in ihrer Mitte mit einer doppelreihigen Lindenallee und zahllosen Rosensträuchern. Auf beiden Seiten ist die Mittelallee von Villen aus dem ersten Viertel des 20. Jahrhunderts gesäumt, von denen einige Merkmale des Jugendstils, Historismus oder Expressionismus aufzuweisen haben – noch heute ist sie eine der besten und hochpreisigsten Adressen ganz Hildesheims. Ein ähnlicher Baustil und ein ähnliches Preisniveau ist in ihren Querstraßen – Königstraße, Küchenthalstraße, Karthäuserstraße und Bischof-Gerhard-Straße – zu finden.
Die Mittelallee wurde in den 1920er Jahren als zentral verlaufende Hauptstraße eines Wohnviertels der gehobenen Bevölkerungsschicht geplant und angelegt. Sie erhielt ihren Namen 1925 und wurde am 4. Juni 1936 in „Horst-Wessel-Allee“ umbenannt. Den Zweiten Weltkrieg überstand die Mittelallee ohne nennenswerte Schäden. Ihren ursprünglichen Namen erhielt sie am 28. April 1945 wieder zurück, und ursprünglich zweigte die Mittelallee mit zwei Teilstücken von der Alfelder Straße ab, die jedoch am 21. Oktober 1954 mit eigenen Namen versehen wurden: Der nördliche Abzweig zwischen Alfelder Straße und Bennoburg wurde nach einer Patenstadt Hildesheims „Laubaner Straße“  und der südliche nach einer weiteren Patenstadt „Neisser Straße“ benannt.

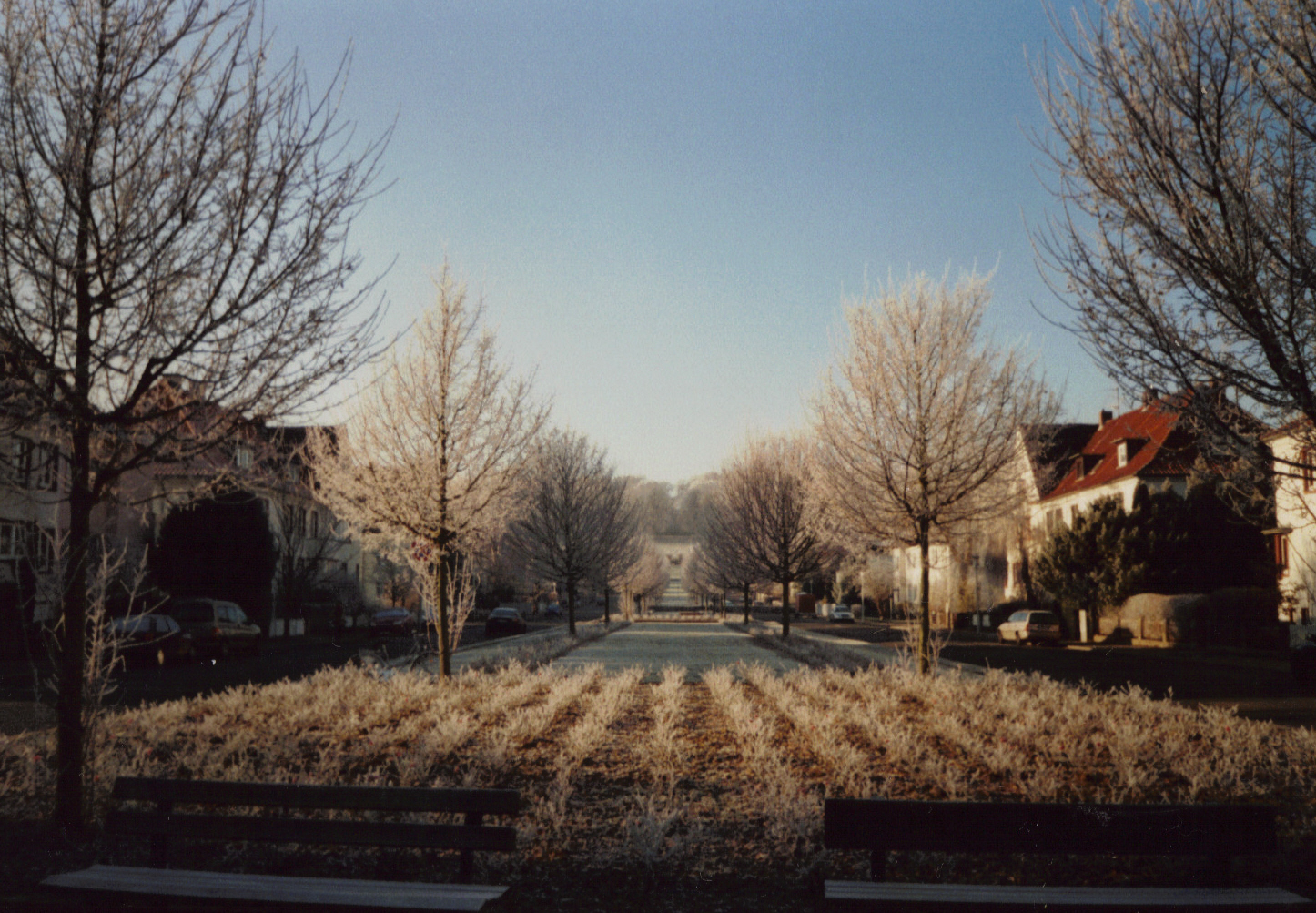
Mittelallee: Blick nach Westen zum Berghölzchen
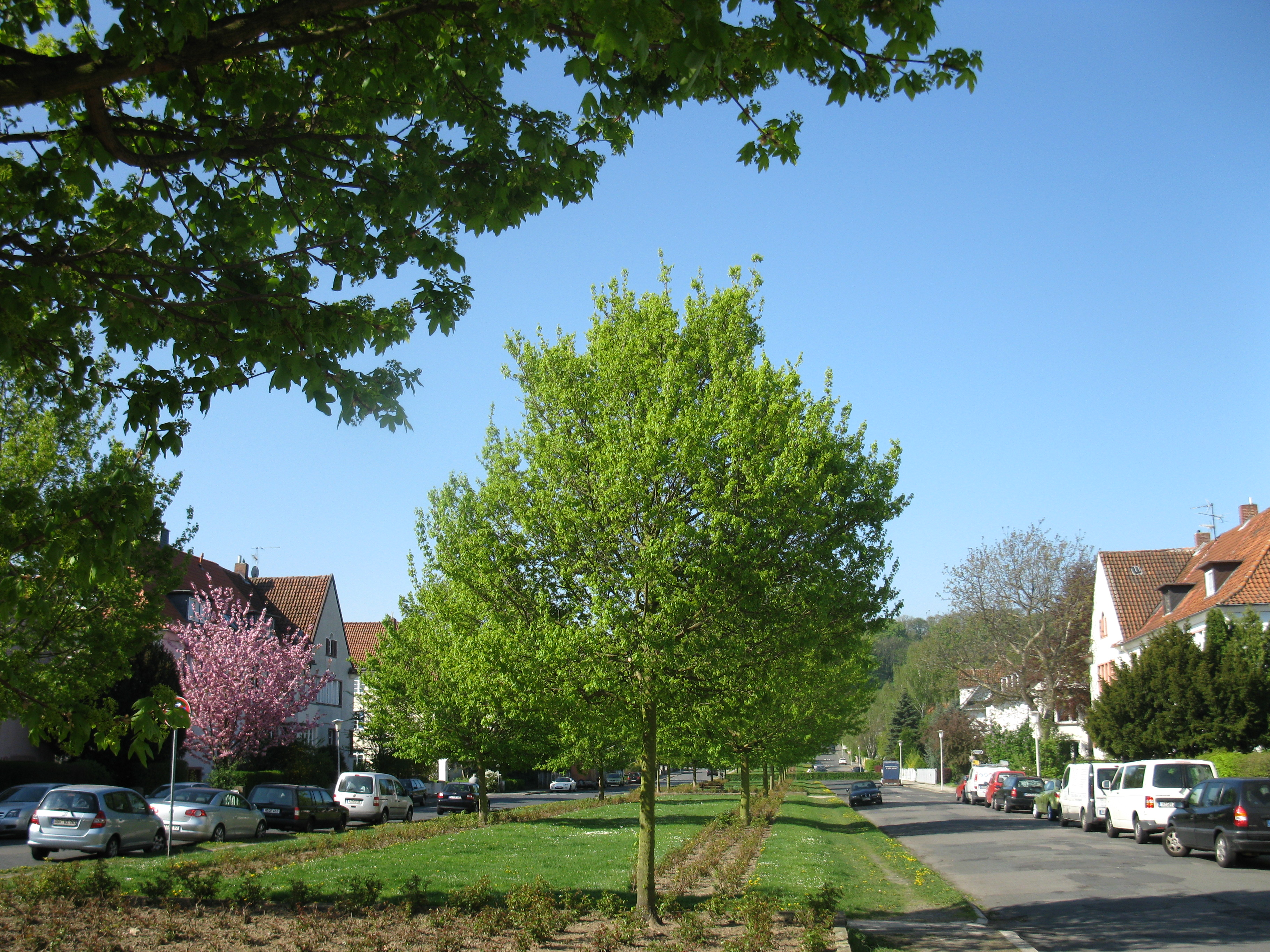
Mittelallee: Blick nach Westen
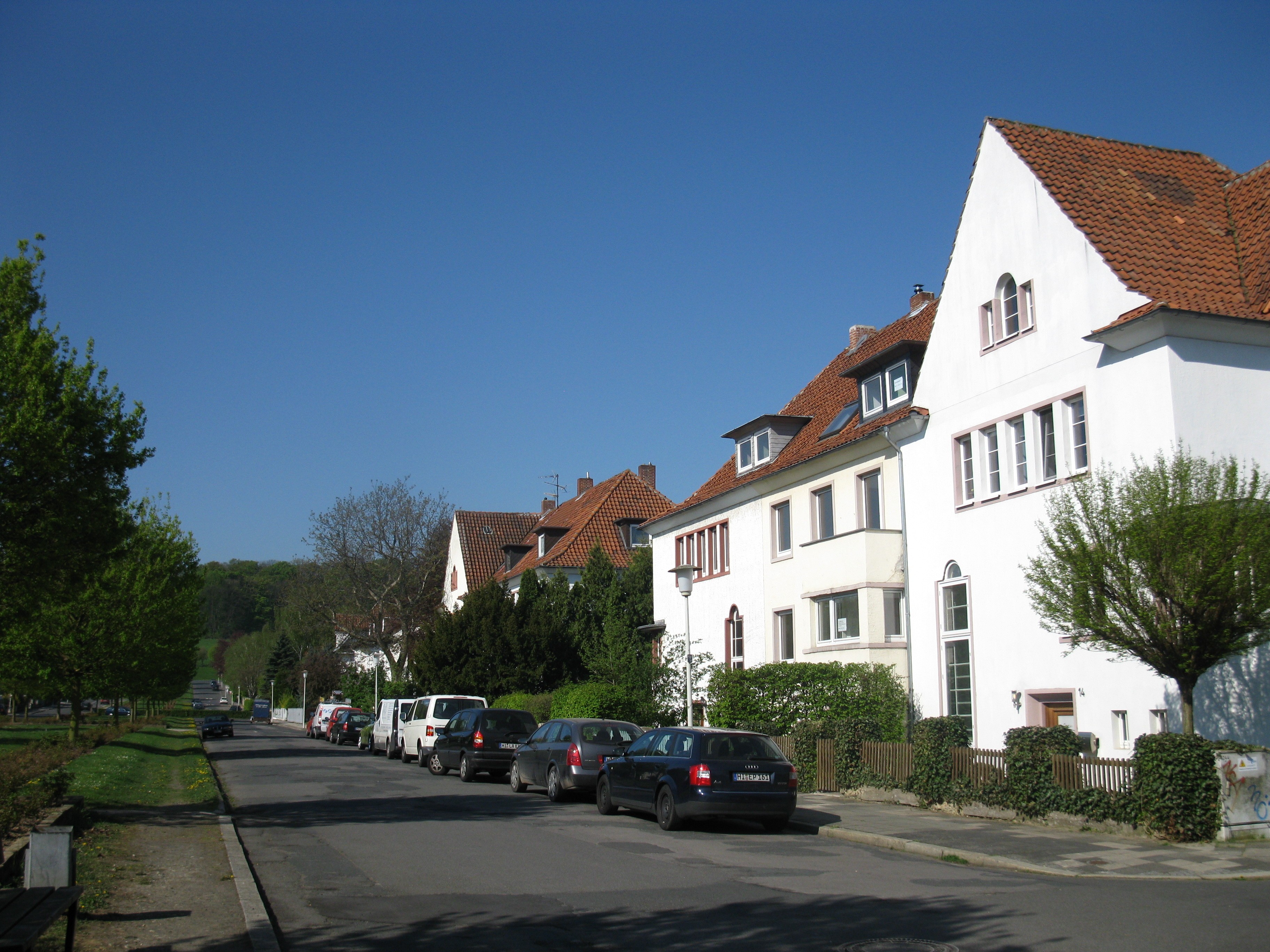
Mittelallee: Blick nach Westen